# Une leçon d'amour (téléfilm)

Une leçon d'amour est un téléfilm français de 1998 réalisé par Alain Tasma.

## Synopsis
Un employé nommé Marc trompe sa compagne Sylvie pour une femme nommée Vanessa.

## Fiche technique
- Scénario : Pierre Colin-Thibert et Jean-Claude Islert
- Pays :  France
- Production : Jan van Raemdonck
- Directeur de la photographie : Michel van Laer
- Création des costumes : Marie Lauwers
- Directeur artistique : Frédéric Delrue
- Décors : Philippe Graff
- Société de production : Art & Cinéma
- Musique :
- Durée : 100 minutes

## Distribution
- Olivia Bonamy : Vanessa
- Corinne Touzet : Sylvie
- Stéphane Freiss : Marc
- Idwig Stéphane : Sauvian
- Serge Kribus : Denis
- Claude Semal : Le curé
- Philippe Drecq : Le dragueur
- Gary Hanssens : Michel
- Jean Burgé